# Макгиверн, Райан
Райна Макгиверн (англ. Ryan McGivern; род. 8 января 1990, Ньюри) — североирландский футболист, защитник клуб «Линфилд». Ранее принадлежал «Манчестер Сити», играл в арендах за «Моркам», «Лестер Сити», «Уолсолл», «Кристал Пэлас» и «Бристоль Сити». Вызывался в сборные Северной Ирландии разных уровней, от до 16, до основной.

## Карьера

### Клубная
Воспитанник академии «Манчестер Сити». Свой первый и единственный матч за клуб сыграл 3 апреля 2011 года, выйдя на замену, на 70 минуте матча против «Сандерленда», который команда Райна выиграла (5:0). Вместе с молодёжной командой клуба Макгиверни выиграл в 2008 году «Молодёжный Кубок Англии». 27 октября 2008 года впервые оказался в аренде, в клубе «Моркам». 1 ноября в «Моркаме» он забил свой первый гол в карьере на взрослом уровне. 29 августа 2009 года присоединился к «Лестер Сити», где отметился автоголом. В 2010 году был отдан в аренду в «Уолсолл», но в январе был отозван, успев сыграть 15 матчей. 3 августа 2011 года перешёл в «Кристал Пэлас» на правах аренды, где сыграл всего 5 игр. Сразу по возвращении он поехал в аренду в «Бристоль Сити», за который 31 раз вышел на поле. В августе 2012 года было объявлено об аренде Макгиверни в шотландский клуб «Хиберниан». Это был первый случай когда он поехал играть за пределы Англии. Достаточно хорошо зарекомендовав себя в Шотландии Райан стал одним из ключевых игроков команды и в феврале 2013 его аренда была продлена до конца сезона.

### Международная
С 2006 года играл за различные юниорские сборные Северной Ирландии. В 2008 году в составе юношеской сборной Северной Ирландии выиграл «Молочный Кубок». С 2010 по 2012 годы был игроком молодёжной сборной Северной Ирландии. Начиная с 2008 года вызывается в сборную Северной Ирландии, но первый матч за неё сыграл лишь в 2010 году, выйдя 11 октября во втором тайме матча со Словенией.

## Достижения
«Манчестер Сити»:
- «Молодёжный Кубок Англии»: 2008

Юношеская сборная Северной Ирландии:
- «Молочный Кубок»: 2008